# Brenda Forbes
Brenda Forbes (Londres, Inglaterra; 14 de enero de 1909 — Nueva York; 11 de septiembre de 1996) fue una actriz teatral y cinematográfica británico-estadounidense.

## Biografía
Su verdadero nombre era Brenda Evelyn Taylor. Sus padres eran E. J. Taylor y la actriz Mary Forbes, y su hermano era el también actor Ralph Forbes. 
Su debut en el cine tuvo lugar en 1935, y su última actuación para la gran pantalla en 1995. También fue actriz teatral, actuando en el circuito de Broadway entre 1931 y 1985, principalmente en reposiciones de clásicos. 
Estuvo casada con Merrill Shepard desde 1947 hasta la muerte de él en 1986. No tuvo hijos. Brenda Forbes falleció en 1996, a causa de un cáncer, en la ciudad de Nueva York, Estados Unidos. Tenía 87 años de edad.